# Grande Prêmio dos Estados Unidos de 1974
Resultados do Grande Prêmio dos Estados Unidos de Fórmula 1 realizado em Watkins Glen em 6 de outubro de 1974. Décima quinta e etapa do campeonato, foi vencido pelo argentino Carlos Reutemann, que subiu ao pódio junto a José Carlos Pace numa dobradinha da Brabham-Ford, com James Hunt em terceiro pela Hesketh-Ford. Em quarto lugar, Emerson Fittipaldi sagrou-se bicampeão mundial e assegurou um inédito título de construtores para a sua equipe, a McLaren-Ford.
Na décima volta da corrida um acidente semelhante ao de François Cevert vitimou o austríaco Helmuth Koinigg.

## Disputa pelo título
A corrida iniciou com três pilotos disputando o título. Emerson Fittipaldi estava empatado em pontos com o suíço Clay Regazzoni, 52 cada, e o sul-africano Jody Scheckter ainda tinha chances com seus 45 pontos.
As chances de Fittipaldi:
- Se chegasse em quarto ou acima, bastava estar à frente de Regazzoni.
- Se chegasse em 5o ou 6o seria campeão se Scheckter não vencesse e Regazzoni terminasse atrás dele.
- Se terminasse fora dos pontos, precisaria torcer pra Regazzoni também não pontuar e Scheckter não vencer.

As chances de Regazzoni:
- Se chegasse ao pódio, bastava estar à frente de Fittipaldi.
- Se chegasse nos pontos, fora do pódio, precisaria terminar à frente de Fittipaldi com Scheckter não vencendo.

As chances de Scheckter;
Scheckter precisaria vencer com Regazzoni fora do pódio (se chegar em 4o, venceria Regazzoni pelo número de vitórias: seriam três contra uma) e Fittipaldi chegar em 5o ou 6o (um 4o lugar não é vantajoso: empata em pontos, mas seriam 3 vitórias contra 4 do brasileiro).

## Classificação da prova

### Treinos classificatórios
| Pos.    | N.º | Piloto               | Construtor        | Tempo    | Diferença | Grid |
| ------- | --- | -------------------- | ----------------- | -------- | --------- | ---- |
| 1       | 7   | Carlos Reutemann     | Brabham-Ford      | 1:38.978 | —         | 1    |
| 2       | 24  | James Hunt           | Hesketh-Ford      | 1:38.995 | + 0.017   | 2    |
| 3       | 55  | Mario Andretti       | Parnelli-Ford     | 1:39.209 | + 0.231   | 3    |
| 4       | 8   | José Carlos Pace     | Brabham-Ford      | 1:39.284 | + 0.306   | 4    |
| 5       | 12  | Niki Lauda           | Ferrari           | 1:39.327 | + 0.349   | 5    |
| 6       | 3   | Jody Scheckter       | Tyrrell-Ford      | 1:39.478 | + 0.500   | 6    |
| 7       | 28  | John Watson          | Brabham-Ford      | 1:39.527 | + 0.549   | 7    |
| 8       | 5   | Emerson Fittipaldi   | McLaren-Ford      | 1:39.538 | + 0.560   | 8    |
| 9       | 11  | Clay Regazzoni       | Ferrari           | 1:39.600 | + 0.622   | 9    |
| 10      | 17  | Jean-Pierre Jarier   | Shadow-Ford       | 1:40.317 | + 1.339   | 10   |
| 11      | 21  | Jacques Laffite      | Iso-Marlboro-Ford | 1:40.597 | + 1.619   | 11   |
| 12      | 15  | Chris Amon           | BRM               | 1:40.700 | + 1.722   | 12   |
| 13      | 4   | Patrick Depailler    | Tyrrell-Ford      | 1:40.700 | + 1.722   | 13   |
| 14      | 66  | Mark Donohue         | Penske-Ford       | 1:40.834 | + 1.856   | 14   |
| 15      | 20  | Arturo Merzario      | Iso-Marlboro-Ford | 1:40.854 | + 1.876   | 15   |
| 16      | 2   | Jacky Ickx           | Lotus-Ford        | 1:40.876 | + 1.898   | 16   |
| 17      | 6   | Denny Hulme          | McLaren-Ford      | 1:41.027 | + 2.049   | 17   |
| 18      | 16  | Tom Pryce            | Shadow-Ford       | 1:41.188 | + 2.210   | 18   |
| 19      | 1   | Ronnie Peterson      | Lotus-Ford        | 1:41.195 | + 2.217   | 19   |
| 20      | 33  | Jochen Mass          | McLaren-Ford      | 1:41.300 | + 2.392   | 20   |
| 21      | 27  | Rolf Stommelen       | Lola-Ford         | 1:41.370 | + 2.392   | 21   |
| 22      | 22  | Mike Wilds           | Ensign-Ford       | 1:41.500 | + 2.522   | 22   |
| 23      | 19  | Helmuth Koinigg      | Surtees-Ford      | 1:41.763 | + 2.785   | 23   |
| 24      | 26  | Graham Hill          | Lola-Ford         | 1:41.901 | + 2.923   | 24   |
| 25      | 10  | Vittorio Brambilla   | March-Ford        | 1:42.031 | + 3.053   | 25   |
| 26      | 18  | José Dolhem          | Surtees-Ford      | 1:42.031 | + 3.053   | 26   |
| 27      | 31  | Tim Schenken         | Lotus-Ford        | 1:42.243 | + 4.265   | 27   |
| 28      | 9   | Hans-Joachim Stuck   | March-Ford        | 1:43.606 | + 4.628   | —    |
| 29      | 42  | Ian Ashley           | Brabham-Ford      | 1:43.801 | + 4.823   | —    |
| 30      | 14  | Jean-Pierre Beltoise | BRM               | —        | —         | —    |
| Fontes: |     |                      |                   |          |           |      |

### Corrida
| Pos.    | Nº | Piloto               | Construtor        | Voltas | Tempo/Diferença  | Grid | Pontos |
| ------- | -- | -------------------- | ----------------- | ------ | ---------------- | ---- | ------ |
| 1       | 7  | Carlos Reutemann     | Brabham-Ford      | 59     | 1:40:21.439      | 1    | 9      |
| 2       | 8  | José Carlos Pace     | Brabham-Ford      | 59     | + 10.735         | 4    | 6      |
| 3       | 24 | James Hunt           | Hesketh-Ford      | 59     | + 1:10.384       | 2    | 4      |
| 4       | 5  | Emerson Fittipaldi   | McLaren-Ford      | 59     | + 1:17.753       | 8    | 3      |
| 5       | 28 | John Watson          | Brabham-Ford      | 59     | + 1:25.804       | 7    | 2      |
| 6       | 4  | Patrick Depailler    | Tyrrell-Ford      | 59     | + 1:27.506       | 13   | 1      |
| 7       | 33 | Jochen Mass          | McLaren-Ford      | 59     | + 1:30.012       | 20   |        |
| 8       | 26 | Graham Hill          | Lola-Ford         | 58     | + 1 volta        | 24   |        |
| 9       | 15 | Chris Amon           | BRM               | 57     | + 2 voltas       | 12   |        |
| 10      | 17 | Jean-Pierre Jarier   | Shadow-Ford       | 57     | + 2 voltas       | 10   |        |
| 11      | 11 | Clay Regazzoni       | Ferrari           | 55     | + 4 voltas       | 9    |        |
| 12      | 27 | Rolf Stommelen       | Lola-Ford         | 54     | + 5 voltas       | 21   |        |
| Ret     | 1  | Ronnie Peterson      | Lotus-Ford        | 52     | Pane seca        | 19   |        |
| NC      | 22 | Mike Wilds           | Ensign-Ford       | 50     | Não classificado | 22   |        |
| NC      | 16 | Tom Pryce            | Shadow-Ford       | 47     | Não classificado | 18   |        |
| Ret     | 3  | Jody Scheckter       | Tyrrell-Ford      | 44     | Pane seca        | 6    |        |
| Ret     | 20 | Arturo Merzario      | Iso Marlboro-Ford | 43     | Pane elétrica    | 15   |        |
| Ret     | 12 | Niki Lauda           | Ferrari           | 38     | Suspensão        | 5    |        |
| Ret     | 21 | Jacques Laffite      | Iso Marlboro-Ford | 31     | Motor            | 11   |        |
| Ret     | 66 | Mark Donohue         | Penske-Ford       | 27     | Suspensão        | 14   |        |
| WD      | 18 | José Dolhem          | Surtees-Ford      | 25     | Retirou-se       | 26   |        |
| Ret     | 10 | Vittorio Brambilla   | March-Ford        | 21     | Pane seca        | 25   |        |
| FAT     | 19 | Helmuth Koinigg      | Surtees-Ford      | 9      | Acidente fatal   | 23   |        |
| Ret     | 2  | Jacky Ickx           | Lotus-Ford        | 7      | Suspensão        | 16   |        |
| DSQ     | 31 | Tim Schenken         | Lotus-Ford        | 6      | Desclassificado  | 27   |        |
| DSQ     | 55 | Mario Andretti       | Parnelli-Ford     | 4      | Desclassificado  | 3    |        |
| Ret     | 6  | Denny Hulme          | McLaren-Ford      | 4      | Motor            | 17   |        |
| DNQ     | 9  | Hans-Joachim Stuck   | March-Ford        |        |                  |      |        |
| DNQ     | 42 | Ian Ashley           | Brabham-Ford      |        |                  |      |        |
| DNQ     | 14 | Jean-Pierre Beltoise | BRM               |        |                  |      |        |
| Fontes: |    |                      |                   |        |                  |      |        |

## Tabela do campeonato após a corrida
| Pos.    | Piloto             | Pontos |
| ------- | ------------------ | ------ |
| 1       | Emerson Fittipaldi | 55     |
| 2       | Clay Regazzoni     | 52     |
| 3       | Jody Scheckter     | 45     |
| 4       | Niki Lauda         | 38     |
| 5       | Ronnie Peterson    | 35     |
| Fontes: |                    |        |

| Pos.    | Construtor   | Pontos  |
| ------- | ------------ | ------- |
| 1       | McLaren-Ford | 73 (75) |
| 2       | Ferrari      | 65      |
| 3       | Tyrrell-Ford | 52      |
| 4       | Lotus-Ford   | 42      |
| 5       | Brabham-Ford | 35      |
| Fontes: |              |         |

- Nota: Somente as primeiras cinco posições estão listadas e os campeões da temporada surgem destacados em negrito. Em 1974 os pilotos computariam sete resultados nas oito primeiras corridas do ano e seis nas últimas sete. Neste ponto esclarecemos: na tabela dos construtores figurava somente o melhor colocado dentre os carros do mesmo time.